# 8423-as mellékút (Magyarország)
A 8423-as számú mellékút egy 11,5 kilométer hosszú, négy számjegyű országos közút Győr-Moson-Sopron vármegye területén, Bágyogszovát és Szilsárkány térségét kapcsolja össze egymással.

## Nyomvonala
Bágyogszovát központjában ágazik ki a 8511-es útból, délnyugat felé, József Attila utca néven. Mintegy 700 méter után hagyja el teljesen a belterületet, 2,3 kilométer után pedig átlépi Rábapordány határát. A faluban a Gévay-Wolff Lajos utca nevet veszi fel (a két világháború közti időszak itteni születésű, legendás Sopron vármegyei alispánjára emlékezve), majd találkozik a 8422-es úttal; mintegy 150 méteren át közös szakaszon húzódnak, majd újra szétválnak, s a 8423-as változatlan néven húzódik tovább a központ nyugati részéig. Ott beletorkollik dél felől a 84 131-es számú mellékút, Egyed felől, a 8423-as pedig a továbbiakban a Béke utca nevet viseli. Az ötödik kilométere után éri el a belterület nyugati szélét, ahol keresztezi a Pápa–Csorna-vasútvonal vágányait, de előtte még kiágazik belőle észak felé a 84 309-es számú mellékút, Rábapordány megállóhely kiszolgálására.
5,8 kilométer után az út egy közel derékszögű irányváltással észak-északnyugati irányba fordul, de kevesebb, mint egy kilométer után visszatér a korábban követett, nagyjából nyugat-délnyugati irányához. A következő település, Pásztori határszélét már így szeli át, 6,9 kilométer után, 8,7 kilométer után viszont újra északi irányt vesz és így éri el a kis község lakott területét. A központban egy kis időre – amíg elhalad a falu temploma mellett – két egyirányú ágra válik szét, majd Alsó utca néven, újból nyugati irányban halad a lakott terület nyugati széléig, amit a tizedik kilométere közelében ér el. 10,4 kilométer után szeli át Szilsárkány határszélét, első házait pedig 11,1 kilométer után éri el, a neve ott Dózsa György utca lesz. Így ér véget, beletorkollva a 86-os főútba, annak a 142+150-es kilométerszelvénye táján.
Teljes hossza, az országos közutak térképes nyilvántartását szolgáló kira.gov.hu adatbázisa szerint 11,502 kilométer.

## Települések az út mentén
- Bágyogszovát
- Rábapordány
- Pásztori
- Szilsárkány

## Képgaléria

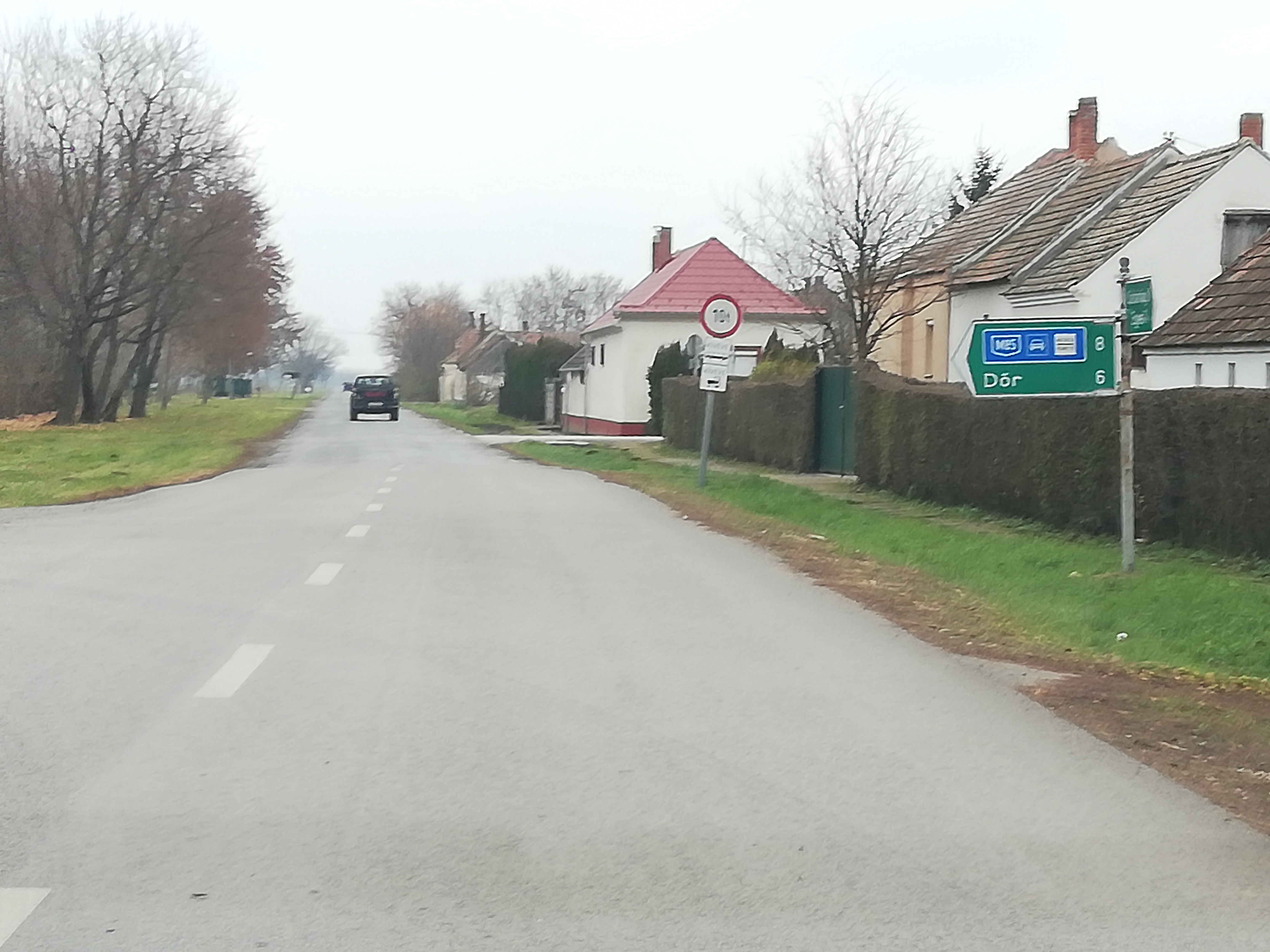
A 8423-as út Rábapordányban Bágyogszovát felé nézve, a 8422-essel való találkozásánál
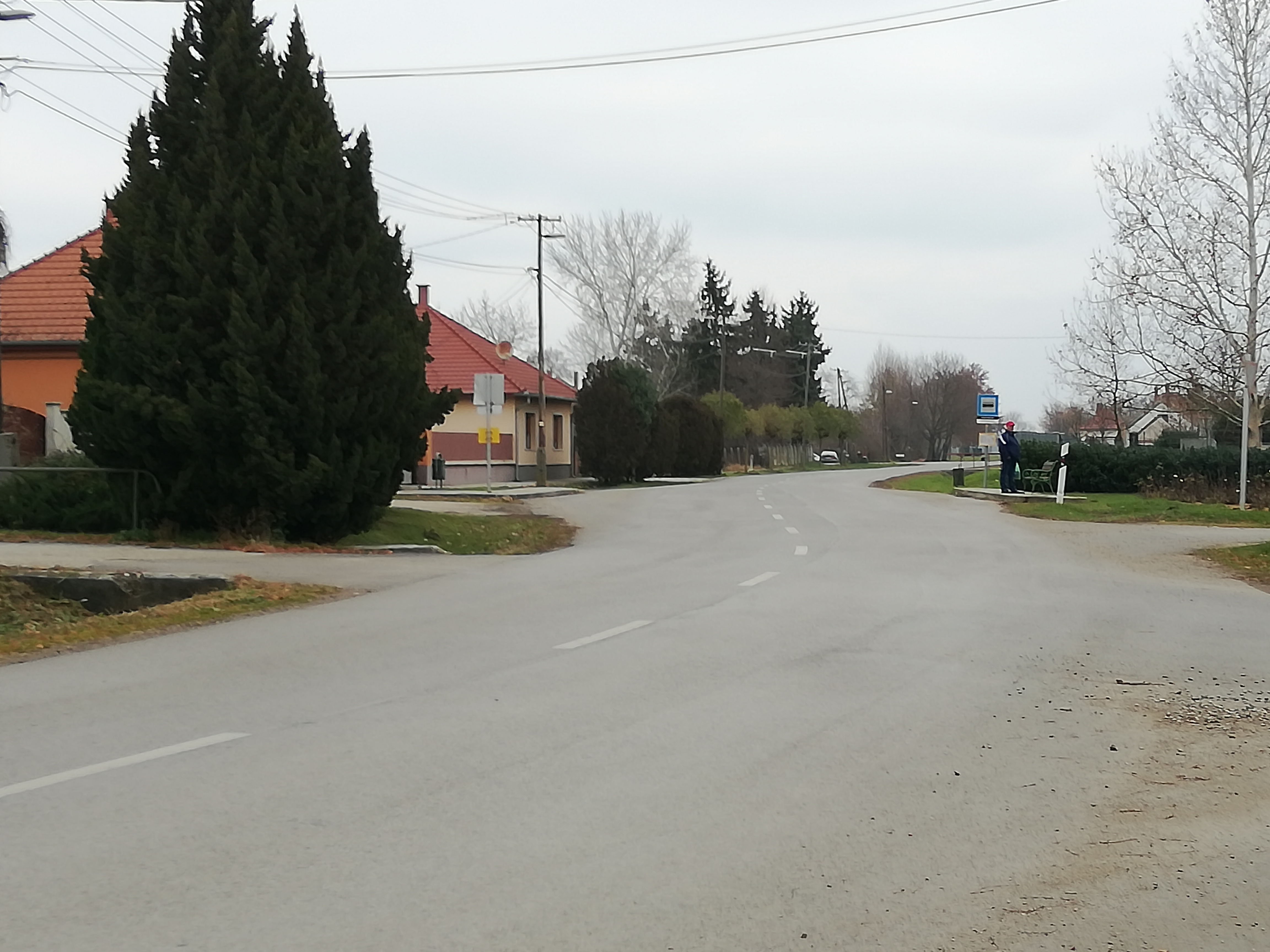
A 8422-es és 8423-as utak közös szakasza Rábapordányban az árpási elágazásnál
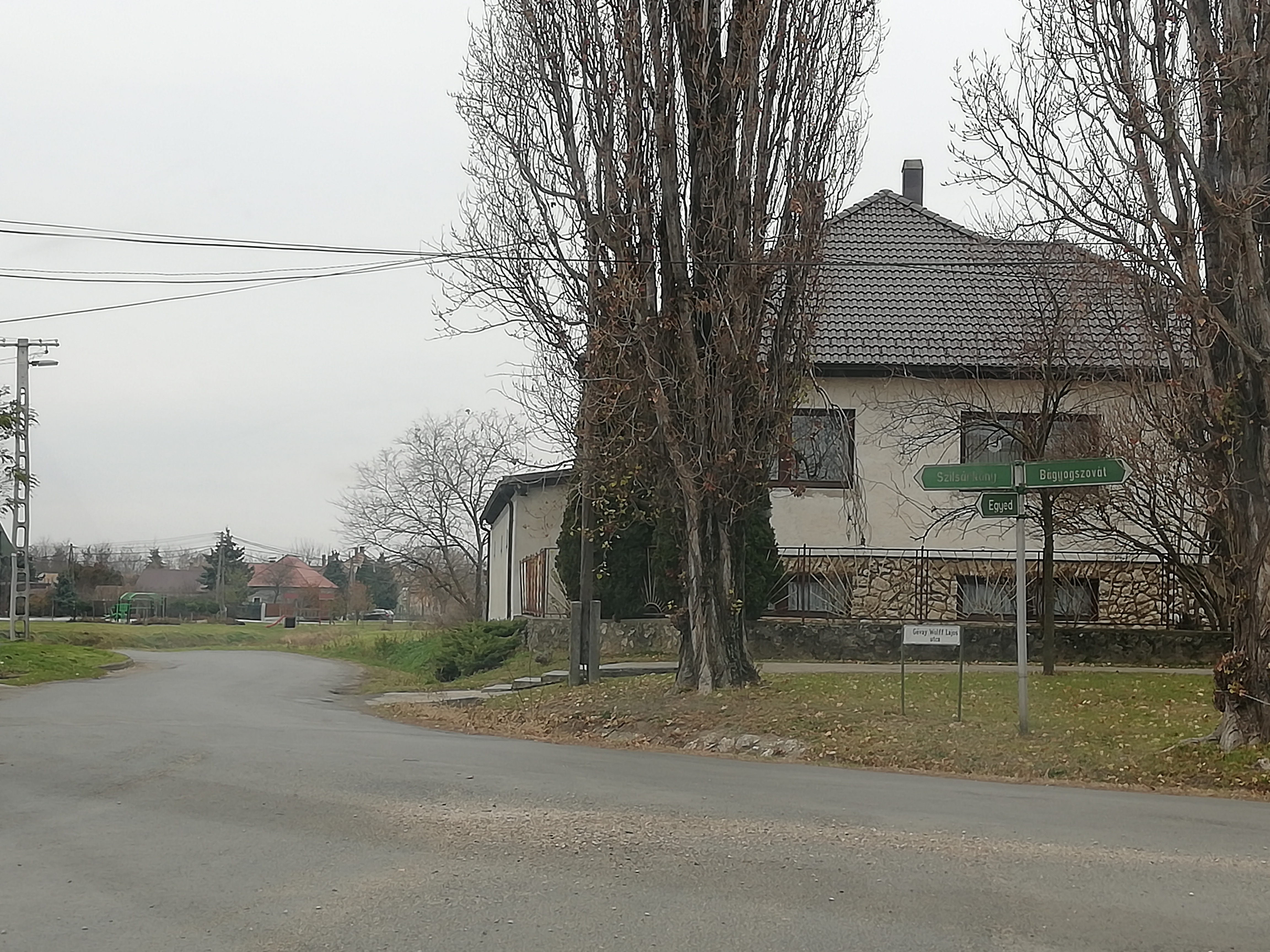
Az út Rábapordányban a 84 131-es betorkollásánál